# 野根町

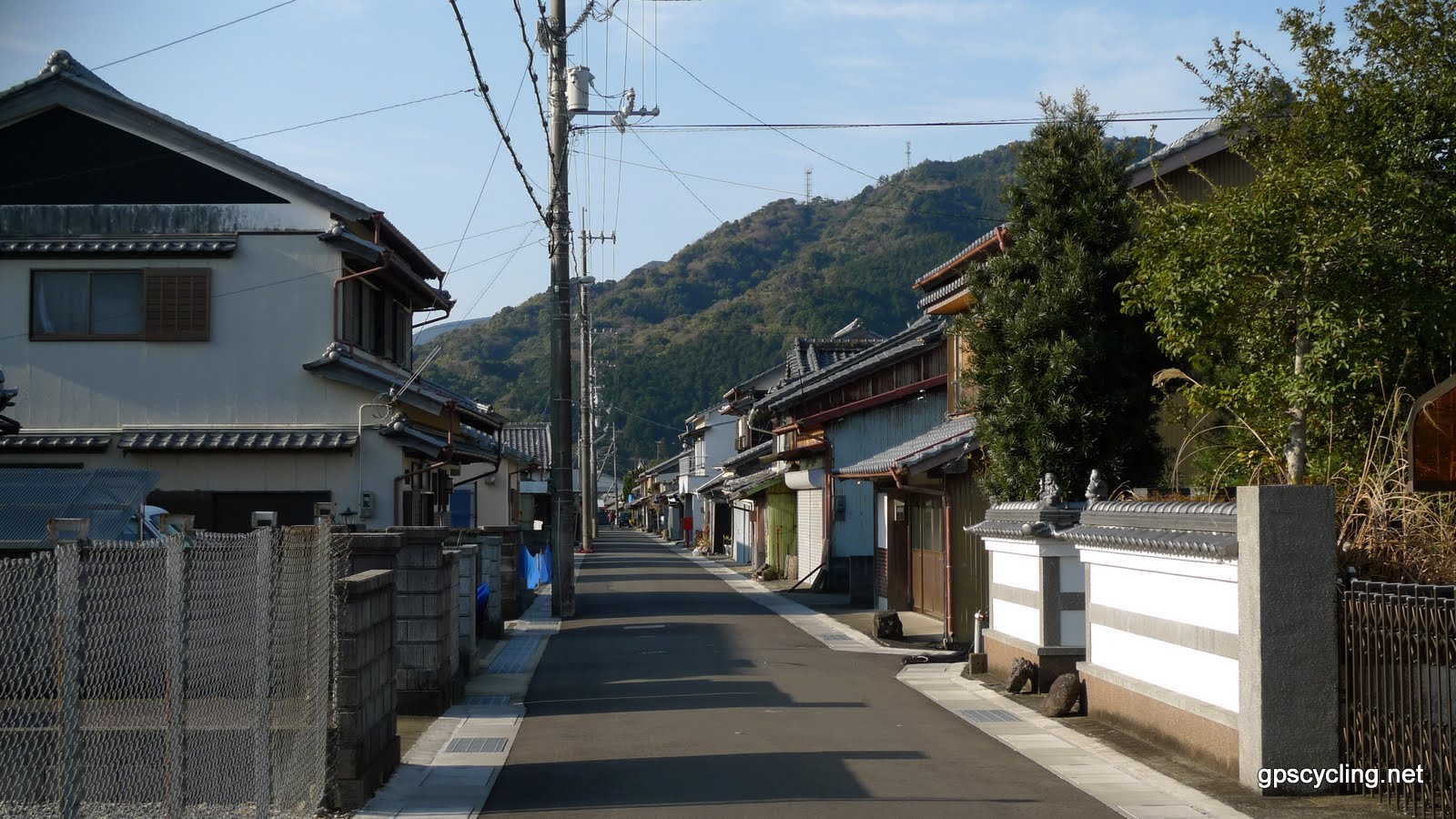
野根の街並み

野根町（のねちょう）は、高知県安芸郡にあった町。
現在の東洋町野根甲・野根乙・野根丙・野根丁にあたる。本項では町制前の名称である野根村（のねむら）についても述べる。

## 地理
- 海洋：太平洋
- 山岳：小坂山
- 河川：野根川、別役川、押野川、樫地川、日曽谷川

## 歴史
- 1889年（明治22年）4月1日 - 町村制の施行により、近世以来の野根村が単独で自治体を形成。
- 1938年（昭和13年）2月11日 - 野根村が町制施行して野根町となる。
- 1959年（昭和34年）7月1日 - 甲浦町と合併して東洋町が発足。同日野根町廃止。

## 出身有名人
- 円広志 - 歌手、タレント、作曲家、大阪府育ち。

## 交通

### 道路
- 国道194号（現・国道55号）